# Aussiedlerhöfe Hofgrund
Aussiedlerhöfe Hofgrund ist ein Wohnplatz auf der Gemarkung des Boxberger Stadtteils Schwabhausen im Main-Tauber-Kreis im fränkisch geprägten Nordosten Baden-Württembergs.

## Geographie

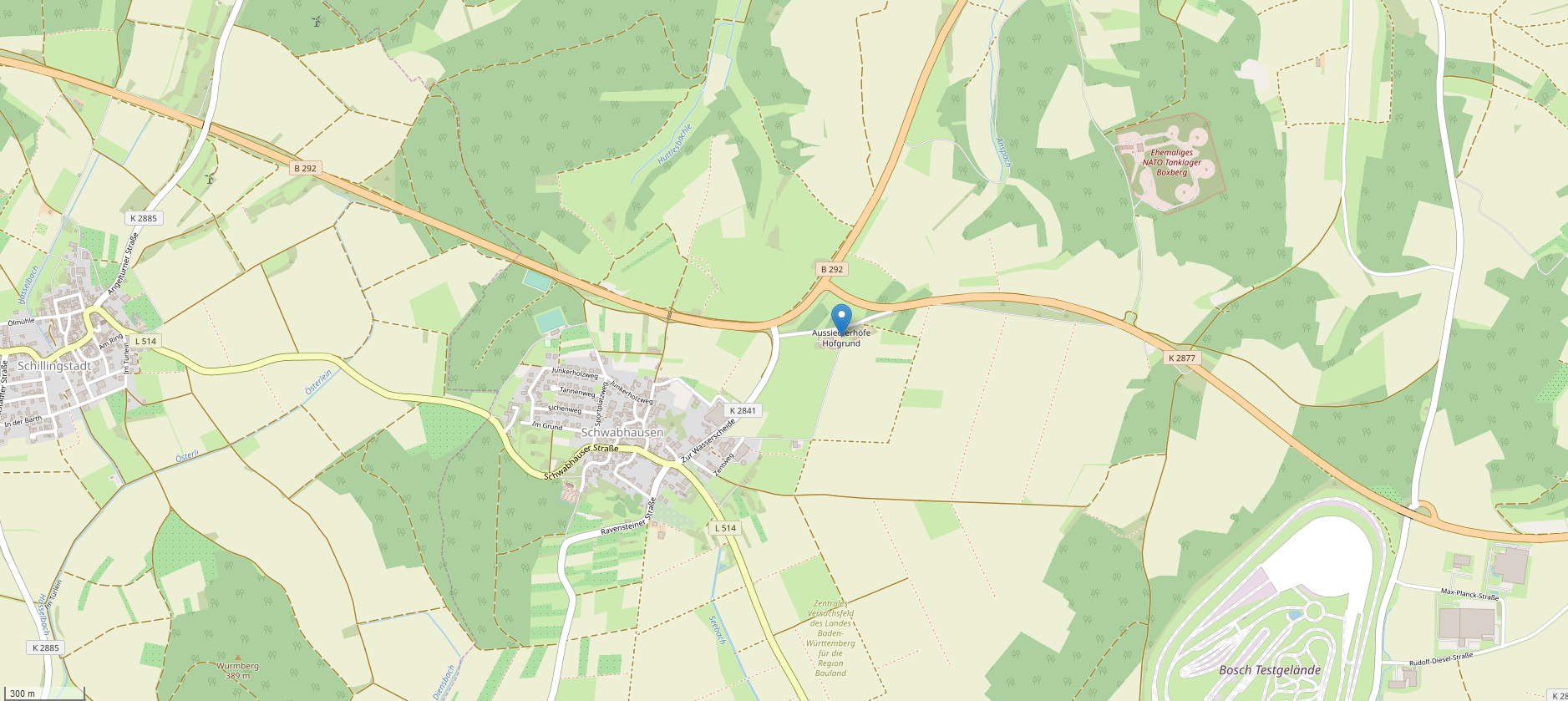
Lage der Aussiedlerhöfe Hofgrund

Die Aussiedlerhöfe Hofgrund liegen etwa 500 Meter nordöstlich von Schwabhausen.

## Geschichte
Der Wohnplatz Aussiedlerhöfe Hofgrund kam als Teil der ehemals selbständigen Gemeinde Schwabhausen am 1. Januar 1973 zur Stadt Boxberg.

## Verkehr
Die Aussiedlerhöfe Hofgrund liegen im Bereich der Kreuzung der B 292 mit der K 2877, von denen jeweils eine Straße in Richtung der Aussiedlerhöfe abzweigt. Am Wohnplatz befindet sich die Straße Zur Wasserscheide.